# Madagascarchaea tsingyensis
Madagascarchaea tsingyensis es una especie de arácnido perteneciente al género Madagascarchaea, dentro de la familia Archaeidae, del orden de las arañas.

## Distribución
La especie se distribuye por Madagascar.

## Taxonomía
Fue descrita científicamente por Leon N. Lotz en 2003. 